# Guerras Remensas
As Guerras Remensas foram duas revoltas camponesas contra os maus usos senhoriais que ocorreram no Principado da Catalunha, entre 1462 e 1485.
No dia 21 de abril de 1486, o Rei Fernando II de Aragão pôs fim ao conflito entre remensas e senhores feudais, por meio do Juízo Arbitral de Guadalupe, que aboliu os maus usos senhoriais em troca do pagamento de uma indenização que os remensas deveriam pagar aos senhores feudais.

## Contexto
A partir de 1388, o Rei João I de Aragão começou a buscar contato com os que lutavam por melhores condições para os remensas. Nesse ano os líderes dos remensas dirigiram-se ao monarca para criticar os maus usos senhoriais.
Posteriormente, Maria de Luna, que foi Rainha consorte de Aragão, entre 1396 e 1406, em decorrência do casamento com o Rei Martim I de Aragão, declarou que a situação à qual estavam submetidos os "remensas" era de uma "servidão execrável e abominável", decorrente de "costumes maus e detestáveis", "o pior, mais opressor e vil estado e condição sofrida no mundo pelos homens oprimidos pelo jugo da servidão", "males injustos, práticas ignominiosas contra Deus e a justiça", "servidão não devida de cristão a cristão e muito menos honesta", "mancha da pátria" e "infâmia da nação catalã".
Com base nesse entendimento, Maria de Luna enviou uma carta ao Antipapa Bento XIII, pedindo-lhe que publicasse uma bula  que pusesse fim a tais "servidões pestilentas e reprovadas" nos feudos eclesiásticos, transformando-as em censos perpétuos a serem pagos pelos camponeses beneficiados, mas a tal bula nunca foi publicada.
O Rei Afonso V de Aragão, que reinou entre 1416 e 1458, continuou com a política favorável aos remensas, autorizando, em julho de 1448, a formação do "Grande Sindicato Remensa", onde os camponeses puderam reunir para discutir a o combate contra os abusos senhoriais e nomear curadores para representá-los. Em troca, o sindicato deveria arrecadar 100.000 florins que seriam entregues ao tesouro real. As reuniões do sindicato eram presididas por um oficial do Rei que trazia homens armados para garantir a segurança de tais reuniões. Por meio desse instrumento, a monarquia pretendia que as demandas dos remensas fossem resolvidas por meios pacíficos.
Por outro lado, os senhores feudais tentaram sabotar as reuniões dos Remensas e, consequentemente, a tentativa da monarquia para alcançar uma solução pacífica para o conflito. Para isso, tiveram apoio nas instituições catalãs que eles controlavam como a "Diputación del General del Principado de Cataluña" (Generalitat) e o Conselho dos Cem da cidade de Barcelona, que contava com diversos latifundiários que possuíam remensas, dentre seus integrantes.
Por sua vez, em 1450, o sindicado dos "remensas" já representava cerca de 20.000 famílias e, nessas circunstâncias, apresentaram um pedido à Coroa para libertá-los dos maus usos senhoriais.
Em 1454, Rei Afonso V de Aragão, nomeou seu irmão, que posteriormente seria o Rei João II de Aragão, como novo governante da Catalunha, que deu continuidade à política de apoio à emancipação dos remensas. Desse modo, ganhou a oposição dos nobres da Velha Catalunha.
Após assumir o trono, em 1425, o Rei João II de Aragão deu continuidade à política de apoio à emancipação dos remensas, mesmo quando o confronto com as instituições catalãs ocorreu na Revolução Catalã de 1460-1461 e quando após a morte do Príncipe Carlos de Viana, em setembro de 1461, nomeou como a Rainha consorte Joana Henriques como governante da Catalunha em nome do Príncipe Fernando, que futuramente, seria o Rei Fernando II de Aragão.
Em dezembro de 1461, a Rainha Joana Henriques ordenou aos senhores feudais e eclesiásticos, que cumprissem as disposições que suspendiam os maus usos senhoriais, ao mesmo tempo em que ordenava aos remensas que fizessem os pagamentos devidos .

## Primeira Guerra Remensa
Ver: Primeira Guerra Remensa
Ambas as "guerras remensas" ocorreram no Principado da Catalunha.
A primeira ocorreu, entre 1462 e 1472, na mesma época da Guerra Civil Catalã. Foi uma rebelião camponesa protagonizada pelos remensas que queriam acabar com os maus usos senhoriais a que estavam submetidos pelos senhores feudais.
Nesse conflito, os Remensas, liderados por Francesc de Verntallat, ficaram do lado do Rei João II de Aragão em seu confronto contra as instituições catalãs que se rebelaram contra ele. A guerra terminou com a vitória do lado fiel ao Rei, mas isso não significou o fim da opressão contra os remensas, pois o Rei João II de Aragão preferiu cumprir os compromissos com alguns senhores feudais que o apoiaram na disputa e, portanto, não atendeu às reivindicações dos remensas.

## Segunda Guerra Remensa
Ver: Segunda Guerra Remensa
Após a morte do Rei João II de Aragão, em 1479, o Rei Fernando assumiu o trono continuou sem resolver o conflito e até mesmo, devido a pressões senhoriais, chegou a revogar a pragmática publicada por seu tio, o rei Afonso o Magnânimo em 1455, suspendendo temporariamente o uso indevido.
A segunda guerra ocorreu entre 1484 e 1485. Nesse conflito, os rebeldes eram liderados por Pere Joan Sala, que também participou da primeira guerra remensa, liderado por Francesc de Verntallat. Por sua vez, Francesc de Verntallat preferiu não combater nesse novo conflito e sim liderar um setor moderado dos remensas que procurou uma solução para o conflito através da mediação do Rei Fernando II de Aragão.
Nesse conflito, os rebeldes foram derrotados, no dia 24 de março de 1485, na Batalha de Llerona, na qual Pere Joan Sala foi feito prisioneiro.
No dia 21 de abril de 1486, foi publicada a Sentencia arbitral de Guadalupe que libertou os remensas dos maus usos senhoriais.